# کلابونی
کلابونی (به لاتین: Clabony) یک منطقهٔ مسکونی در گرنادا است که در Saint Andrew Parish, Grenada واقع شده‌است. کلابونی ۱۱۶ متر بالاتر از سطح دریا واقع شده‌است.